# 氹仔廣興泰炮竹廠大火 (1930年)
1930年氹仔廣興泰炮竹廠大火是澳門歷史上一宗嚴重火警，釀成39死8傷，為澳門之火災及爆炸中第七多人死亡的事故。

## 事發及救援
1930年3月5日，位於澳門氹仔（即現今濠庭都會東南面、澳大附屬學校、太子花城及花城利豐大廈位置）的廣興泰炮竹廠因趕貨準備寄往外地，於是晚加開夜班，工資較日班雙倍計算，廠長亦有返回工廠監督工作。惟工作至3月6日凌晨1時許將近下班之際，廠內火藥突被燃着，火勢迅速蔓延，氹仔警局接報再致電位於澳門半島的消防總局，派出滅火機數架及消防員數十名，用躉船火輪拖帶前往救援，歷數小時後始將火勢撲滅，消防隊將11名傷者用政府小輪載返澳門半島白馬行醫院救治，惟在海中有男女2名傷者因吸入過量濃煙傷重不治，3月7日晨，再從災場救出4名傷者。至於焚斃者，3月6日凌晨當場挖出13名，天亮後再挖出18具，首日死亡人數達33人，包括25名女工、3名男工及5名女童，均送鏡湖醫院殮房。3月8日，3名重傷女工傷重斃命，同日掘出男屍一具，死亡人數增至37人。3月9日，2名危殆女工亦告不治，使最終死亡數升至39人。

## 起火原因
該廠位於氹仔山邊，離民居稍遠，廠內其中3座建築物並排而建，屬工場範圍，起火的為中間一座。事後廣興泰炮竹廠東主兼廠長到警局協助調查期間表示肇事原因疑為雷電觸及白藥所致，而該廠員工則認為是器械相撞，散出火花燃着白藥所致。至於數十個殮葬用棺木則由澳門半島用船運往氹仔，仵工運屍、棺木等費用由廠方承擔。